# 走進炮火中
《走進炮火中》（：／）是一部於2010年上映的韩国电影，由韓國导演李宰漢制作，敘述韓戰期間的1950年8月，71名學生兵在浦項抵抗敵軍的事蹟。

## 故事大纲
1950年8月8日，大韓民國國軍與朝鮮人民軍在慶尚北道的盈德進行巷戰，吳張帆（崔勝鉉飾）和幾名學生兵協助韓軍運送彈藥。在朝鮮少校朴武郎（車勝元飾）令下，人民軍766部隊進城追擊。在激戰中，吳張帆目睹保護自己的金姓少尉遭到敵軍以刺刀刺入腹部，卻兩手發抖無法將手中的子彈上膛擊斃敵人，只能背著瀕死的金少尉，跟著韓國陸軍上尉姜錫大（金勝友飾）指揮的第3連朝浦項女子高中撤退，盈德完全失守。
由於局勢緊迫、人力資源不足，韓國國軍必須集結所有兵力至國土僅剩的洛東江防線，具有戰略價值卻位在洛東江之外的浦項因無力顧及，則只能由臨時編組的學生兵守衛，直到聯合國軍抵達釜山支援韓國為止。姜錫大以吳張帆有戰場經驗為由，任命其出任學生隊長一職，他與另外2名有經驗的學生兵，三個人領導剩下的68名新進學徒兵，當中有3名來自少管所的不良少年，為首的具甲祖（權相佑飾），事事與張帆作對，彼此之間經常爆發衝突。
在帶領草草完成射擊訓練的學生兵們後，進入了夜晚，張帆在夜裡將自己的惶恐、思念等情緒寫在給母親的信裡。此時一小隊人民軍突然出現在學校附近，雙方經歷了一場戰鬥，張帆射倒一個敵軍，卻意外發現對方也是一位年輕學生兵，死前不斷呼喊著母親。這讓他無法釋懷，思考為何南北要進行這場內戰。
之後，為了補充軍火物資，張帆帶著一部分的人冒險外出，卻被人民軍發現，在混戰之中學生兵死傷多人。其中一人逃跑卻被俘擄，朴武郎從其口中套出資訊，發現了在浦項襲擊自己部隊的敵人，其實是數十名學生兵。朴將這名學生送回浦項女高，以此作為交換，要求吳張帆將學校旗桿上的太極旗換成白旗表示投降，若不從，則在數小時後展開攻擊，卻遭到拒絕。朴武郎離開後，甲祖欲離開浦項，前往洛東江戰線找部隊，與張帆一言不合大打出手，直到一聲槍響結束了爭執──一名年紀最小的學生兵在槍戰中重傷，難忍劇痛，哥哥勇萬在其哀求下，用子彈結束了他的折磨。同時，在洛東江戰區，韓美聯軍遭到朝鮮部隊的猛烈炮轟，姜上尉得知浦項的學生兵們面臨人民軍部隊包圍，可能遭到殲滅，向上級請示前往支援。美軍師長丘奇少將看出了其擔憂，表示願意提供新型巴祖卡火箭筒，以擊退圍攻浦項的人民軍坦克。
12點整，人民軍終於展開了對浦項女高的攻勢，在槍戰中學生兵迎頭痛擊人民軍，雙方均慘烈傷亡。截獲一批朝鮮武器的甲祖開卡車闖入校園，和張帆兩人戰到最後，退到屋頂上並猛烈反擊試圖登樓的敵軍，在兩人身中數槍後，朴武郎來到樓頂，將甲祖射殺，在將手槍槍口對準吳張帆的同時，張帆迅速將最後一顆子彈上膛並射中朴少校，但自己的背部也中槍，不支倒地。在最後趕到樓頂的姜上尉擊斃了即將繼續開槍的朴武郎，但張帆已經奄奄一息，手中還握著未寄出的家書。片末，姜上尉將吳張帆抱在懷裡，說了一句「（對不起）」。

## 角色
- 朴武郎（박무랑）：車勝元飾
朝鮮人民軍陸軍少校，在第5師766部隊擔任營長。主張取道浦項，再攻打釜山。
- 具甲祖（구갑조）：權相佑飾
來自戒護所的不良少年，處處與張帆作對。由於家人被人民軍殺害，而痛恨共產黨。
- 吳張帆（오장범）：崔勝鉉飾
韓戰爆發後加入學生兵，因具有戰爭經驗而被任命為第3步兵師學生隊隊長，守衛浦項女高。
- 姜錫大（강석대）：金勝友飾
大韓民國陸軍上尉，在第3步兵師擔任連長，十分照顧下屬與學生兵。
- 李安南（리안남）：羅慶德（朝鲜语：라경덕）（音譯）飾
朝鮮人民軍陸軍大尉，766部隊政治委員，常與朴武郎意見不合。
- 約翰·H·丘奇（英语：John H. Church）：羅納德·G·羅曼（Ronald G Roman）飾
美國陸軍少將、美軍第24師師長，率領部隊在洛東江戰線禦敵。
- 勇萬：金彗星飾
學生隊隊員，隨著讀初中的弟弟一起加入學生兵[3]。
- 護士：朴真熙飾
- 張帆母：金成鈴飾

## 製作
電影於2009年12月1日開拍，製作過程獲得韓國國防部的協助。演員崔勝鉉在拍片過程中曾一度受傷，在2010年4月13日拍攝工作結束。

## 獎項
- 2010年大鐘獎：男子人氣獎（崔勝鉉）
- 2010年青龍電影獎：第31屆最佳男新人、最高人氣獎（崔勝鉉）
- 2011年百想藝術大賞：男子新人演技獎、人氣獎（崔勝鉉）

## 外部連結
- 互联网电影数据库（IMDb）上《走進炮火中》的资料（英文）